# 雷鳥大橋
雷鳥大橋（らいちょうおおはし）は、富山県中新川郡立山町と富山市を結ぶ、常願寺川に架かる板桁橋である。
立山橋の下流2.2kmに架けられた同橋の開通により、新婦地区県営広域農道（新婦スーパー農道）が全線開通した。
着工前の1990年（平成2年）11月4日には景観検討会が行われた。建設当時の仮称は『常願寺川橋梁』であったが、1994年（平成6年）10月25日に『雷鳥大橋』と命名され、同年12月12日に正式決定した。橋名案についてはこの他にも『殿様大橋』『成政橋』『雄山橋』『薬師大橋』『末三賀橋』『平成大橋』『新立山大橋』という案もあった。

## 概要
- 左岸：富山県富山市馬瀬口[1]
- 右岸：富山県中新川郡立山町泊新[1]
- 道路の路線名：新婦地区県営広域農道（新婦スーパー農道）[1]
- 橋の構造 - 鈑桁橋[4]
- 橋長：588.4 m[4]
- 幅員：10.0 m（有効幅員9.00 m〔車道7.0 m、歩道2.0 m〕）[5]
- 着工：1991年（平成3年）10月[1]
- 竣工：1996年（平成8年）8月2日[1]